# カワサキ・AV50
カワサキ・AV50（エーブイごじゅう）は、川崎重工業（カワサキ）が製造販売していた排気量50ccクラスのオートバイ（原動機付自転車）である。

## 概要
1982年発売。1980年代初頭は、スズキのマメタンなどに代表される通学・通勤用のミニバイクないしレジャーバイクのジャンルに一定の需要があり、AV50はそうした中で登場した。
しかし、1981年から1982年頃の50ccクラスでは、出力を自主規制値の7.2馬力まで引き上げた2ストロークエンジン搭載した高性能スポーツモデルが登場し、他方、スタイリッシュで乗りやすいスクーターも登場していたことから流行が変化し、商品としての位置づけが曖昧になってしまった。
エンジンは、バックボーンフレームに排気量50ccクラスの4ストローク単気筒エンジンを搭載。ヤマハ・メイトやホンダ・スーパーカブなどと同様の水平シリンダー形式のエンジンを、カワサキが製造したものである。それまで原付市場に進出していなかったカワサキが、わざわざこのモデルのために新設計エンジンを造った狙いは不明であるが、恐らく現地法人を持つタイを中心とした東南アジアの需要を考えた、市場戦略の一環であったと思われる。商品的には、エンジンはホンダ、外見はスズキの原付を想起させるが、スライドシートの採用など、細かいところにチャレンジが窺える造りとなっている。1990年頃、日本国内向けの販売が終了した。
仕様沿革
- AV50-A1（1982年）
- AV50-A2（1983年）
- AV50-A3（1984年）
- AV50-A4（1985年）
- AV50-A5（1986年）